# Crazy club
Crazy club è un programma radiofonico di intrattenimento, in onda dal martedì al venerdì notte dalle 3 alle 6 su RTL 102.5, condotto da Alberto Bisi. Appuntamento fisso della notte da oltre 30 anni, è composto da varie rubriche come il crazy jukebox, la sveglietta, la raffica e la viabilità.

È anche in radiovisione sul canale 736 di Sky e sul canale 36 del digitale terrestre, e della piattaforma Tivùsat.
Nel 2014 è stato premiato come miglior programma notturno dell'anno.